# Ernie Els
Pour les articles homonymes, voir Els.
Theodore Ernest (Ernie) Els, né le 17 octobre 1969 à Johannesbourg, est un golfeur sud-africain. Détenteur de quatre tournois du Grand Chelem, l'open américain en 1994 et 1997, et l'Open britannique 2002 et 2012, il figure chaque saison depuis 1994 dans le Top 10 du Official World Golf Ranking, figurant en tête du classement durant neuf semaines, huit en 1994 et une en 1997. Il a également remporté le classement de l'ordre du Mérite européen à deux reprises, en 2003 et 2004, et du Sunshine Tour en 1992 et 1995.
Surnommé le « Big Easy », il se distingue par un swing au rythme très égal.

## Biographie

### Ses débuts
Grandissant à Kempton Park, près de Johannesbourg, il pratique de nombreux sports dans sa jeunesse : rugby à XV, cricket, tennis, sport dans lequel il connaît quelques succès avec une victoire dans un tournoi régional, le « the Eastern Transvaal Junior Championships ». À l'âge de quatorze ans, il remporte le titre de champion du monde junior à San Diego en Californie. Lors de ce dernier tournoi, il devance Phil Mickelson.
Les années suivantes, il remporte des victoires amateurs en Afrique du Sud, dont le championnat de stroke play d'Afrique du Sud amateur en 1989.
Récipiendaire du Payne Stewart Award 2015.

### Carrière
En 1989, il passe professionnel. Il doit attendre 1991 pour remporter sa première victoire en carrière, sur le Sunshine Tour. L'année suivante, il fait également ses débuts sur le circuit européen. Il joue sur les deux circuits, remportant six tournois sur le Sunshine Tour, dont l'Open d'Afrique du Sud. Il réalise l'exploit de remporter les trois tournois de la Triple Couronne, Open d'Afrique du Sud, le Championnat PGA d'Afrique du Sud et le Masters d'Afrique du Sud, ce qui n'a été réalisé que par deux autres golfeurs, Bobby Locke, Gary Player.
L'année suivante, il continue sa découverte du monde en allant triompher au Japon.
L'année 1994 est l'année de ses premiers succès importants: il remporte son premier tournoi sur le circuit européen, lors du Dubai Desert Classic. Il remporte également le Championnat du monde de match play, où il bat l'Écossais Colin Montgomerie 4 et 2, et deux autres tournois. Mais la victoire la plus importante est obtenue sur le circuit américain lors de l'open américain: il devance en playoff Colin Montgomerie et l'Américain Loren Roberts en playoff. Celui-ci s'est déroulé sur un playoff en 18 trous. Un nouveau playoff, disputé en mort subite, est de nouveau nécessaire pour départager Roberts et Els.
L'année suivante, il remporte le Championnat PGA d'Afrique du Sud, tournoi figurant conjointement au programme du circuit européen et du Sunshine Tour. Sur ce dernier circuit, il remporte une autre victoire. Il remporte également sa deuxième édition du Championnat du monde de match play, devançant Steve Elkington par 3 et 1 (trois points et un trou à jouer, le vainqueur d'un trou marquant 1 point). Son meilleur résultat dans un Majeur est sa troisième place obtenue lors de l'USPGA remporté par l'Australien Steve Elkington.
Lors de la saison 1996, il remporte son deuxième tournoi sur le circuit américain lors du Buick Classic. Sur le Sunshine Tour, il remporte l'Open d'Afrique du Sud. Il continue à démontrer son talent en match play en remportant son troisième Championnat du monde de match play, face à Vijay Singh sur le score de 3 et 1. Il termine de nouveau sur le podium d'un tournoi du grand chelem en terminant à la deuxième place de l'Open britannique, à deux coups de l'Américain Tom Lehman
En 1998, il remporte pour la troisième fois l'Open d'Afrique du Sud, désormais au calendrier du circuit européen et du Sunshine tour. Il enrichit son palmarès sur le PGA Tour en triomphant lors du Bay Hill Invitational.
En 1999, il commence la saison avec une septième victoire sur le circuit américain, lors du Nissan Open: il y devance de deux coups trois joueurs dont Davis Love III et Tiger Woods. Il remporte également sa cinquième victoire sur le circuit européen.
L'année suivante, il devance Phil Mickelson de quatre coups pour remporter The International. Il termine second lors des trois premières levées des tournois du grand chelem, au Masters derrière Vijay Singh, à l'US Open, devancé de 15 coups par un phénoménal Tiger Woods, et l'Open britannique, de nouveau face à Woods,. Il termine la saison à la troisième du classement du PGA Tour et du circuit européen.
La saison suivante est moins réussie en termes de victoire; pour la première fois depuis 1994, il ne remporte aucune victoire sur le circuit européen, terminant toutefois neuf fois à la deuxième place. Il ne remporte pas de tournoi également sur le circuit européen, mais sa victoire lors du Vodacom Players Championship sur le Sunshine Tour lui permet de préserver sa série d'au moins une victoire dans un tournoi professionnel commencée en 1991.
Lors de l'Open britannique 2002, disputé à Muirfield en Écosse, il commence le dernier tour avec deux coups d'avance sur ses poursuivants. À six trous de la fin, il possède encore trois coups d'avance mais un bogey sur le 14 et un double bogey sur le 16 le conduisent à un playoff l'opposant au Français Thomas Levet, à l'Américain Stuart Appleby  et l'Australien Steve Elkington. Après un premier playoff disputé en quatre trous, Levet et Els restent seuls en course pour la victoire. Ils repartent alors pour un playoff disputé en mort subite sur le 18e trou. Tandis que Levet doit se contenter d'un bogey, Els réussit le par qui lui donne le droit de soulever la « Claret Jug », trophée récompensant le vainqueur de « The Open »,.
Plus tôt dans la saison, il avait remporté deux autres titres sur le circuit européen et un autre sur le circuit américain le Genuity Championship où il devance Tiger Woods de deux coups. Il remporte également sa quatrième victoire au championnat du monde de match play.
La saison suivante, il remporte deux nouveaux titres sur le circuit américain. Sur le circuit européen, il remporte quatre titres, ce qui lui donne l'occasion de terminer à la première place de l'ordre du Mérite du circuit européen. Sur les tournois du grand chelem, il termine à la quatrième place à l'US Open et sixième au Masters et à l'USPGA. Il confirme également ses dispositions en match play en inscrivant son nom pour la cinquième fois au palmarès du championnat du monde de match play.
Lors de l'année 2004, il termine les quatre tournois majeurs dans le Top 10. Il débute par une deuxième place au Masters, battu par Phil Mickelson de 1 coup, alors qu'il comptait trois coups de retard à l'entame du dernier tour. Après une neuvième place lors de l'US Open, il termine de nouveau deuxième, lors de l'Open britannique. Lors de celui-ci, il est battu en playoff par Todd Hamilton. La dernière levée du grand chelem voit Els terminer à la quatrième de l'USPGA, remporté par Vijay Singh.
Dans la première partie de la saison 2005, il remporte trois victoires sur le circuit européen avant de se blesser en juillet au genou. L'opération des ligaments le tient longtemps éloigné des parcours. Après cette blessure, il doit attendre l'Open d'Afrique du Sud pour renouer avec la victoire, en 2006. Il termine lors de cette saison à la troisième place lors de l'Open britannique.
En 2007, il remporte deux tournois sur le circuit européen, dont sa septième victoire lors du championnat du monde de match play. Lors de la finale de celui-ci, il devance l'Argentin Ángel Cabrera par 6 et 4. Dans les tournois du grand chelem, ses meilleurs résultats sont une quatrième place lors de l'Open britannique et une troisième lors de l'USPGA. Il termine la saison à la deuxième place de l'ordre du Mérite européen.
Il doit attendre 2008, pour renouer avec la victoire sur le PGA Tour avec une victoire lors du Honda Classic. Le lundi 9 mai 2011 il fait son entrée au World Golf Hall of Fame et devient le deuxième joueur en activité à y être admis après le Fidjien Vijay Singh,.
Els est couronné d'un deuxième Open britannique en 2012, s'imposant au Royal Lytham & St Annes Golf Club d'un coup devant l'Australien Adam Scott. Ce dernier menait pourtant le tournoi depuis le premier jour, mais il s'est écroulé avec quatre bogeys sur les quatre derniers trous, tandis que Els rentrait un splendide putt sur le trou 18, le putt de la gagne. Avec ce deuxième Open britannique (dix ans après celui obtenu à Muirfield en 2002), le Sud-Africain a maintenant quatre majeurs à son palmarès.
En juin 2014, il participe à son vingt-deuxième US Open consécutif, sur le parcours numéro 2 du Pinehurst Resort, ce qui est un record où il devance d'autres golfeurs encore en activité, Phil Mickelson qui dispute son vingt-et-unième tournoi, Stewart Cink et Jim Furyk qui compte dix-neuf tournois consécutifs avec cette édition 2014.
Le 22 septembre 2015, il reçoit le Payne Stewart Award .

## Vie privée
Il est marié avec Liezl depuis 1998 au Cap. Leur couple a donné naissance à deux enfants, Samantha et Ben. En 2008, il annonce que celui-ci est autiste.